# اقبولگو
اقبولگو (به انگلیسی: Aghabullogue) یک منطقهٔ مسکونی در ایرلند است که در شهرستان کورک واقع شده‌است.

## خصوصیات
اقبولگو ۵۰۰ نفر جمعیت دارد.